# Francisco de Sousa Nascimento
Francisco de Sousa Nascimento, (Serrita, 14 de outubro de 1926 - Fortaleza, 4 de agosto de 2018) foi um jornalista, ensaísta, crítico literário e poeta brasileiro, membro da Academia Cearense de Letras.

## Biografia
Muito jovem mudou-se com os pais para o Crato, onde fez o curso de Técnico de Contabilidade na Escola de Comércio local. Transferindo-se para Fortaleza, ingressou na Universidade Federal do Ceará trabalhando como encarregado do Setor de Intercâmbio Cultural do Departamento de Educação e Cultura.
Foi assessor da Secretaria de Cultura e Desportos do Ceará.
Iniciou suas atividades literárias na cidade do Crato, onde participou do Grêmio Literário e Cívico José de Alencar, restaurou o antigo jornal A Classe, fundou, em colaboração com Florival Matos, a revista A Província, e participou da fundação do Instituto Cultural do Cariri. Colaborou com o jornal O Povo e as revistas Clã, Aspectos e a Revista da Academia Cearense de Letras.
Foi eleito para Academia Cearense de Letras no dia 12 de novembro de 1973 em substituição ao acadêmico Francisco Menezes Pimentel. Ocupou a cadeira número 38, cujo patrono é Tibúrcio Rodrigues. Na ocasião da posse foi saudado pelo acadêmico Pedro Paulo Montenegro.

## Obra
- A Estrutura Desmontada, (1972),[12]
- Três Momentos da Ficção Menor, (1981),
- Quadrilátero da Seca, (1988),
- Apologia de Augusto dos Anjos e Outros Estudos, (1990),
- Teoria da Versificação Moderna, (1995),
- Diretrizes da Linguagem Poética, (2005),

## Distinções e homenagens
- Recebeu o Prêmio Cidade de Fortaleza em 1967 com o trabalho Conflitos e tendências.
- Recebeu o Prêmio do Estado do Ceará,